# Loubna Benhadja
Loubna Benhadja (arabisch لبنى بن حجة; * 11. Februar 2001 in Blida) ist eine algerische Hürdenläuferin, die sich auf den 400-Meter-Hürdenlauf spezialisiert hat.

## Sportliche Laufbahn
Erste internationale Erfahrungen sammelte Loubna Benhadja 2017 bei den U18-Weltmeisterschaften in Nairobi, bei denen sie mit 61,41 s in der ersten Runde ausschied. Anschließend siegte sie bei den Arabischen Jugendmeisterschaften in Radès in 12,79 s im 100-Meter-Lauf und gewann über die Hürden in 62,35 s die Silbermedaille. Im Jahr darauf schied sie bei den U20-Weltmeisterschaften in Tampere mit 61,24 s im Vorlauf aus und gewann bei den Jugend-Afrikaspielen in Algier in 60,79 s die Silbermedaille. Damit qualifizierte sie sich für die Olympischen Jugendspiele, bei denen sie ebenfalls die Silbermedaille gewann. 2019 gewann sie bei den Arabischen Meisterschaften in Kairo in 59,21 s die Bronzemedaille hinter der Bahrainerin Aminat Yusuf Jamal und der Marokkanerin Lamiae Lhabze. Bei den Juniorenafrikameisterschaften in Abidjan gewann sie in 59,18 s die Bronzemedaille und bei den Afrikaspielen in Rabat schied sie mit 61,04 s in der ersten Runde aus. 2021 gewann sie bei den Arabischen Meisterschaften in Radès in 57,39 s die Silbermedaille über 400 m Hürden hinter der Marokkanerin Noura Ennadi und startete anschließend dank einer Wildcard bei den Olympischen Spielen in Tokio und schied dort mit neuer Bestleistung von 57,19 s in der ersten Runde aus.
Im Herbst 2021 begann sie ein Studium an der University of Texas at El Paso in der Vereinigten Staaten und im Jahr darauf startete sie bei den Mittelmeerspielen in Oran und schied dort mit 610,30 s in der Vorrunde aus und belegte zudem mit der algerischen 4-mal-400-Meter-Staffel in 3:45,18 min den vierten Platz.
2019 wurde Benhadja algerische Meisterin im 400-Meter-Hürdenlauf.

## Persönliche Bestzeiten
- 100 Meter: 12,66 s (−0,7 m/s), 4. Mai 2018 in Marrakesch
- 400 Meter: 55,19 s, 7. Mai 2021 in Algier
  - 400 Meter (Halle): 55,06 s, 20. Februar 2022 in Birmingham (algerischer Rekord)
- 400 m Hürden: 57,19 s, 31. Juli 2021 in Tokio